# Ff moeve
Ff moeve (geheel in onderkast geschreven) is een vierdelige miniserie van Schooltv, uitgezonden door Teleac/NOT en geregisseerd door Rein van Schagen. Het besteedt aandacht aan diverse normen en waarden en vertelt vijf aparte verhalen over een groep jongens, meisjes, volwassenen die elkaar regelmatig treffen rondom sporten die zij allen beoefenen om daar de gebeurtenissen, of tegenslagen uit hun leven met elkaar te delen door steun, liefde, vertrouwen.

## Acteurs en verhaal
Segment 1: Tennis
- Merle Minjon = Mareille
- Levi van Kempen = Goran Sybrinski
- Merel Krediet = Eef
- Laura Heerema = Femke

Mareille stond jarenlang aan de top van het jeugdtennis en won toernooi na toernooi. Een plotselinge verlamming zorgde ervoor dat zij in een rolstoel terechtkwam en nooit meer kon lopen. Hierdoor kan ze soms haar emoties niet bedwingen en reageert bot tegen haar omgeving. Ze is bang om haar trouwe vriendin Eef kwijt te raken, vreest dat haar voormalige vriend Goran geen interesse meer in haar heeft en hun huidige relatie verbreekt. Ook ziet ze haar toekomst somber voor zich, omdat tennis onmogelijk is geworden. Dan maakt ze voorzichtig weer contact.
Segment 2: Voetbal
- Stefan de Kogel = Sander van der Horst
- Remco van Doren = Ed
- Norbert Kaart = Vader Sander
- Audrey Bolder = Anniek Dessens
- Arjen Rooseboom = Thijs van Poppel
- Gijs Stallinga = Timo

Sander speelt voetbal voor zijn hobby. Zijn vader zit er echter op te hameren dat hij professioneel verdergaat. Bij elke match staat hij langs alle zijlijnen te schreeuwen en zijn zoon zodanig op te fokken dat overtredingen vaker voorbijkomen dan doelpunten. Keeper Ed wordt gepest vanwege zijn dikke lichaamsbouw en voorkeur voor snacks in de kantine. Zijn vijandelijke band met Sander en diens vrienden Van Poppel en Timo zorgt voor flink wat onenigheid, in de kleedkamers. De komst van hun nieuwe coach Anniek Dessens zal grote veranderingen brengen.
Segment 3: Hardlopen
- Efza Beria Üstüner = Ezra
- Mike Libanon = Gerald
- Funda Müjde = Moeder Ezra
- Frank Evenblij = Barman Geert

Ezra lijdt aan hevige astma. Ze doet aan hardlopen, maar heeft vaak last van benauwdheid. Daarnaast heeft zij weinig tijd voor schoolwerk. Haar moeder ziet alles met afschuw aan, en wil haar dochter het liefst van de sport afhalen. Maar trainer Gerald is ervan overtuigd dat de conditie van Ezra enorm zal verbeteren. Hierdoor krijgt Ezra steeds meer zelfvertrouwen dat echter vreselijk uit de hand loopt. Als ze op een dag, vlak voor een grote wedstrijd, haar medicijnen weggooit en lijkt te bezwijken, is de ramp compleet en grijpt moeder noodgedwongen in.
Segment 4: Boksen
- Mounire Moutawakil = Serkan
- Michiel Kerbosch = Boks Trainer
- Alexander Wolff = Chris
- Paul Andre Oliehoek = Menno

Serkan is lid van een jeugdbende en treitert er met zijn twee maten Chris en Menno af en toe bikkelhard op los. In een speeltuin wordt hij aangesproken door de trainer van een boksschool die hem uitnodigt een keer langs te komen. Tijdens zijn ervaring in de opleiding ontdekt Serkan zijn ambities voor een diploma, gevolgd door een goede baan later. Hij wil weer leren en zich algemeen ontwikkelen terwijl hij zich steeds verder terugtrekt uit het criminele circuit, waardoor de beledigde Chris en Menno zich negerend en uitdagend boos gaan opstellen.
Segment 5: Judo
- Lotte van Raalte = Soraya
- Bob van Rutten = Nick
- Esther Scheldwacht = Moeder Soraya
- Isis Cabolet = Michelle

Soraya doet aan judo en hierin krijgt zij uitleg van Nick. Maar tijdens de trainingen merkt zij dat Nick zich iets te intiem gedraagt tegenover haar. Hij wrijft extra lang over haar lichaam, houdt haar steviger vast dan anderen en praat zachtjes opgewonden. Bang voor het feit dat Nick weleens pedofiel zou kunnen zijn, zwijgt zij tegenover iedereen en probeert in het begin met smoesjes onder de lessen uit te komen. Haar moeder en vriendin Michelle krijgen langzaam toch het vermoeden dat er iets dwarszit bij Soraya, maar kunnen weinig uitrichten zonder info.